# Maze Runner - La fuga
Maze Runner - La fuga (Maze Runner: The Scorch Trials) è un film del 2015 diretto da Wes Ball.
È una pellicola di fantascienza ambientata in un futuro distopico, adattamento cinematografico del romanzo La fuga - Maze Runner (The Scorch Trials) scritto nel 2010 da James Dashner, e sequel del film Maze Runner - Il labirinto.

## Trama
Dopo essere fuggito dal Labirinto Thomas si ricorda quello che gli è accaduto prima di arrivare alla Radura: egli scopre che le organizzazioni del W.C.K.D. hanno portato via alle madri di tutto il mondo i figli immuni dal virus che si è abbattuto sulla Terra, tra cui anche lo stesso Thomas e i suoi amici. Il ragazzo si sveglia poi all'interno di un elicottero insieme agli altri Radurai: ad un certo punto una porta si apre, e una squadra di uomini armati entra, portando via i ragazzi e scortandoli all'interno di una enorme struttura, situata in mezzo ad un immenso deserto.
Una volta arrivati dentro l'edificio i ragazzi vengono accolti dal signor Janson, il quale spiega loro che dentro di esso sono presenti anche altri ragazzi e ragazze fuggiti o liberati da altri labirinti della W.C.K.D., e che quindi si tratta di un rifugio sicuro. Il signor Janson si prende cura dei ragazzi: dà loro cibo, acqua, servizi igienici e un letto su cui dormire. Nonostante questo Thomas non è molto sicuro e non si fida molto dell'uomo, credendo che abbia cattive intenzioni. Diventa curioso riguardo alle reali attività che si svolgono all'interno dell'edificio: con l'aiuto di Aris, un ragazzo con cui fa amicizia e che è il primo superstite portato al rifugio, scopre che il capo del W.C.K.D., Ava, è ancora viva e che il signor Janson sta lavorando per lei, sottoponendo gli immuni a terribili esperimenti. Inoltre il gruppo di ragazzi sente parlare del "Braccio Destro", un gruppo ribellatosi a W.C.K.D. che, probabilmente, potrebbe aiutarli.
Una volta scoperta la verità i Radurai tentano di scappare e il signor Janson ordina ai suoi soldati di rintracciarli: il gruppo riesce però a sfuggire agli uomini armati e ad addentrarsi nel deserto, rifugiandosi all'interno di un vecchio centro commerciale. Qua, però, vengono attaccati da un'orda di Spaccati (ovvero gli umani che sono stati infettati dal virus mortale e trasformati in zombie); Winston viene infettato e i ragazzi non possono fare altro che lasciare che si uccida, impedendone la trasformazione. I Radurai giungono quindi alla Zona Bruciata, un territorio desertificato e distrutto dalle eruzioni solari che hanno carbonizzato il pianeta diversi anni prima: durante la notte, mentre i ragazzi percorrono il deserto, ha inizio un violento temporale, e un fulmine colpisce Minho, che però riesce a sopravvivere, ma riescono a trovare rifugio all'interno di un luogo all'apparenza decadente.
Qua i ragazzi conoscono una ragazza, Brenda, e un uomo, Jorge, che sono a capo di una banda di sopravvissuti: il gruppo di ragazzi però viene intercettato dal W.C.K.D. guidato dal signor Janson. Jorge decide di fare esplodere l'edificio, ma Brenda e Thomas, dopo essersi divisi dal resto del gruppo dei Radurai, vengono coinvolti nell'esplosione e si ritrovano dapprima nelle fogne della città distrutta, inseguiti dagli Spaccati, poi nel locale di Marcus, un uomo che lavora segretamente per W.C.K.D., e infine drogati. Thomas sviene e, al suo risveglio, si ritrova circondato dai suoi amici, Brenda e Jorge: quest'ultimo interroga Marcus, che alla fine rivela loro la posizione del "Braccio Destro". I ragazzi riescono infatti a trovare i membri del Braccio Destro. Una volta arrivati, però, si scopre che Brenda è stata ferita e infettata da uno Spaccato; Vince, il capo della comunità, vorrebbe ucciderla per evitare un contagio generale, ma una dottoressa del posto, Mary, si prende cura della ragazza, che alla fine guarisce.
La sera stessa avviene un colpo di scena: Teresa rivela a Thomas di avere inviato alle truppe del W.C.K.D. la loro posizione, dicendogli che non aveva altra scelta e che la loro unica speranza è nelle loro mani. Vi è quindi un'imboscata da parte di una squadra di uomini armati, che circonda gli immuni e uccide quelli che possono invece essere contagiati dalla malattia. Janson e Ava scendono a terra per finire una volta per tutte il Braccio Destro e i ragazzi, ma proprio mentre sembra finita Jorge sbuca dal nulla con un camion, uccidendo e sparando ad ogni soldato che incontra sulla sua strada. Nel caos generale Thomas, Brenda, Minho, Newt, Aris e Harriet iniziano a combattere contro gli uomini; Brenda riesce solamente a ferire Janson e riescono a mettere in fuga per sempre le truppe insieme ad Ava e a Teresa, non prima però che essi abbiano rapito Minho, molti altri immuni e ad avere distrutto l'accampamento.
Il mattino dopo Thomas fa riunire tutti i superstiti e i suoi amici, dicendo loro di avere un piano per ritrovare Minho, uccidere Ava e prepararsi alla battaglia finale.

## Produzione
Il budget del film è stato di 61 milioni di dollari.

## Promozione
Il primo trailer del film viene diffuso il 19 maggio 2015 tramite il canale YouTube della 20th Century Fox, seguito poco dopo da quello italiano.

## Distribuzione
La pellicola è stata distribuita nelle sale cinematografiche statunitensi a partire dal 18 settembre 2015, mentre in quelle italiane dal 15 ottobre dello stesso anno.

### Divieti
Negli Stati Uniti il film ottiene il divieto ai minori di 13 anni non accompagnati per la presenza di "sequenze d'azione violente".

## Accoglienza

### Incassi
Il film ha incassato 312,2 milioni di dollari in tutto il mondo.

## Riconoscimenti
- 2016 - Teen Choice Awards[5][6]
  - Miglior attore in un film d'azione/avventura a Dylan O'Brien
  - Miglior chimica tra attori a Thomas Brodie-Sangster e Dylan O'Brien
  - Candidatura per il miglior film d'azione/avventura
  - Candidatura per la migliore attrice in un film d'azione/avventura a Kaya Scodelario

## Sequel
Nel marzo 2015 T.S. Nowlin viene confermato nel ruolo di sceneggiatore per l'adattamento del terzo capitolo della saga La rivelazione - Maze Runner. Il 16 settembre 2015 viene confermato anche Wes Ball alla regia. Il regista ha confermato che il capitolo finale della saga non sarà diviso in due parti, ma che sarà un film unico.
Le riprese, che inizialmente sarebbero dovute partire nel febbraio 2016, sono iniziate il 14 marzo. Dopo soli quattro giorni la produzione del film viene sospesa a causa di un incidente avvenuto ai danni del protagonista Dylan O'Brien. L'uscita del film, inizialmente fissata per il 17 febbraio 2017, viene posticipata al 12 gennaio 2018 per poi essere nuovamente posticipata al 1º febbraio 2018.